# Giuseppe Ciacchi

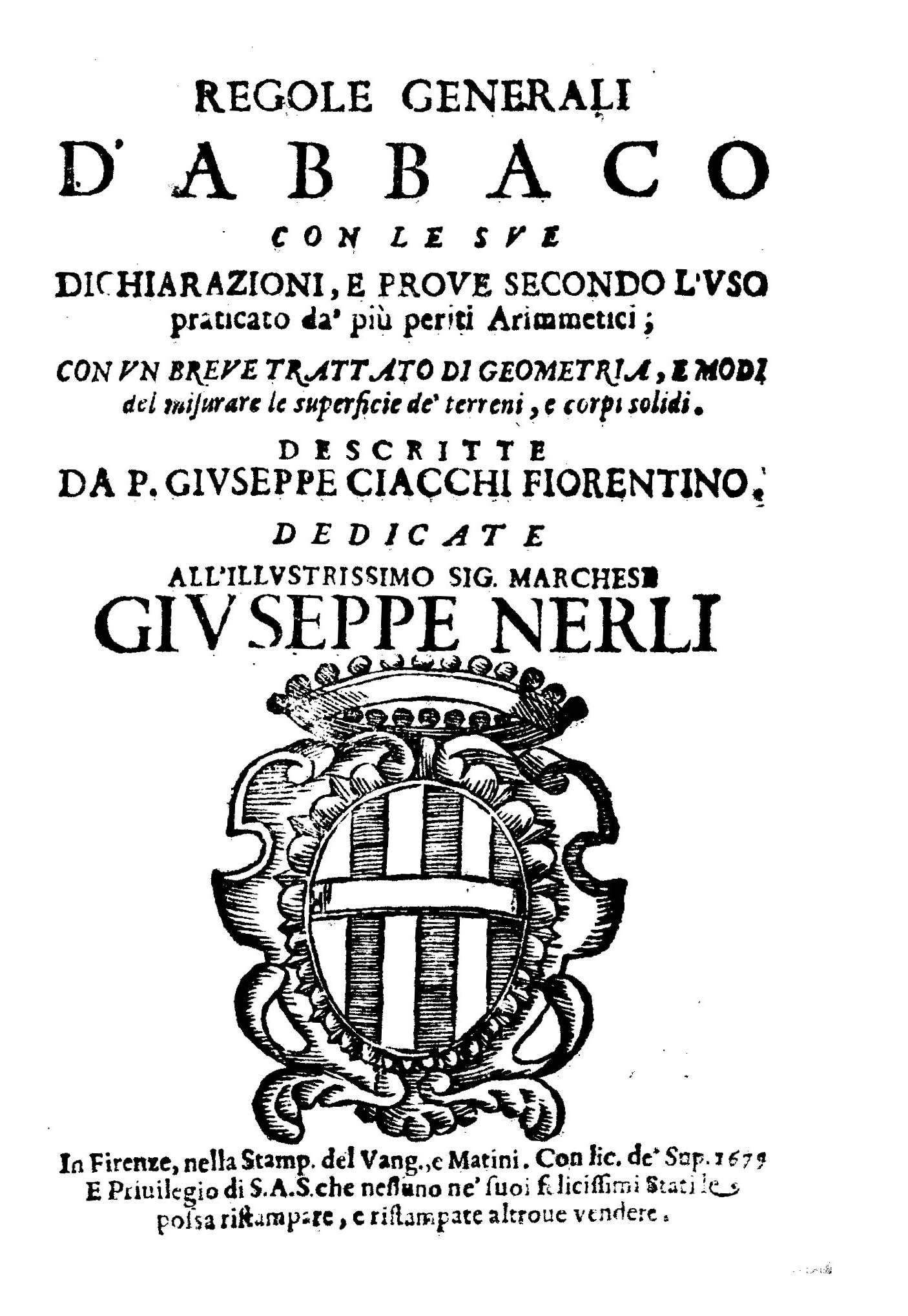
Regole generali d'abbaco, 1679

Giuseppe Ciacchi (Firenze, XVII secolo – XVII secolo) è stato un matematico italiano.

## Opere
- Giuseppe Ciacchi, Regole generali d'abbaco con le sue dichiarazioni e prove secondo l'uso praticato da' più periti aritmetici, In Firenze, e Matini nella stamp. del Vang., 1679. URL consultato il 13 giugno 2015.